# ナクシェ・ジャハーン・ダービー
ナクシェ・ジャハーン・ダービー（ペルシア語: شهرآورد اصفهان）とは、毎年イランのエスファハーンで行われる、サッカーのローカルダービーである。試合で対戦するゾブ・アハン・エスファハーンFCとフーラッド・モバラケ・セパハンFCは、どちらもエスファハーンを本拠地としている、ナクシェ・ジャハーンはエスファハーンの旧市街のイマーム広場を指し、またこの対戦はエスファハーン・ダービーとも呼ばれる。
イランのサッカージャーナリストのアフシン・アフシャールは、この対戦はイランで毎年行われるサッカーのイベントの中でも、最も人気のある対戦の一つと評している
。

## 歴史
このローカルダービーの歴史は1973年にさかのぼり、Jam-e Enghelabというエスファハーンで行われたサッカーのトーナメント戦の決勝戦でゾブ・アハンとセパハンが対戦し、120分におよぶ試合の末にPK戦に突入し、セパハンが5-4で勝利した。セパハンのゴールはMasoud Tabesh、Rasoul Khorosh、Hajrasouli、Chalangar、Yazdkhastiによって記録され、ゾブ・アハン側の5人目のペナルティーキックはセパハンの名ゴールキーパーであるMohammad 'Yashin-e Iran' Borzmehriに阻まれた。それから、2つのクラブはタフト・ジャムシード・カップのシーズン（1974/75、1975/76、1976/77、1977/78）で年に2回対戦した。ローカルダービーは1990年代に再開され、アーザーデガーン・リーグ（1993/94、1996/97、1997/98）で対戦した後、両クラブは年2回対戦している。

## 試合結果
| トーナメント                 | 試合数 | セパハンの勝利数 | 引き分け | ゾブ・アハンの勝利数 | セパハンのゴール数 | ゾブ・アハンのゴール数 |
| ---------------------------- | ------ | ---------------- | -------- | -------------------- | ------------------ | ---------------------- |
| IPL                          | 35     | 16               | 8        | 11                   | 46                 | 32                     |
| アーザーデガーン・リーグ     | 12     | 5                | 4        | 3                    | 13                 | 13                     |
| ハズフィー・カップ           | 5      | 1                | 0        | 4                    | 5                  | 7                      |
| タフト・ジャムシード・カップ | 8      | 2                | 5        | 1                    | 6                  | 4                      |
| その他のトーナメント戦       | 3      | 1                | 1        | 1                    | 2                  | 3                      |
| 合計                         | 63     | 25               | 18       | 20                   | 72                 | 59                     |

(2019年1月当時)

## 総合成績
| クラブ名     | 試合数 | 勝数 | 引き分け | 敗数 | 得点数 | 失点数 | 得失点差 |
| ------------ | ------ | ---- | -------- | ---- | ------ | ------ | -------- |
| セパハン     | 63     | 23   | 22       | 18   | 72     | 59     | +13      |
| ゾブ・アハン | 63     | 18   | 22       | 23   | 59     | 72     | –13      |

(2019年1月当時)

## トロフィー
| クラブ名     | 国内大会 | 国内大会           | 国内大会       | 国内大会     | 国際大会 | 国際大会合計 |
| クラブ名     | IPL      | ハズフィー・カップ | スーパーカップ | 国内大会合計 | ACL      | 国際大会合計 |
| ------------ | -------- | ------------------ | -------------- | ------------ | -------- | ------------ |
| セパハン     | 5        | 4                  | 0              | 9            | 0        | 9            |
| ゾブ・アハン | 0        | 4                  | 1              | 5            | 0        | 5            |

(2019年1月当時)